# تذوق السماء: طفولة فلسطينية (كتاب)
تذوق السماء: طفولة فلسطينية (بالإنجليزية: Tasting the Sky: A Palestinian Childhood) هو كتاب مذكرات كتبته الكاتبة الفلسطينية ابتسام بركات، يسرد ذكريات طفولتها في فلسطين، وخاصةً خلال فترة الاحتلال الإسرائيلي والنزوح. نُشر الكتاب لأول مرة باللغة الإنجليزية في عام 2007.

## نبذة عن الكتاب
يحكي الكتاب سيرة ذاتية لطفولة الكاتبة ابتسام بركات، حيث تتناول فيه تجاربها في قرية رام الله، والصعوبات التي واجهتها في ظل الاحتلال الإسرائيلي، مرورًا بتجربة اللجوء والحرمان في مخيمات اللاجئين.

## الفصول والمحتوى
يتألف الكتاب من عدة فصول قصيرة مكتوبة بلغة شعرية وتُظهر عمق تجربة الطفولة الفلسطينية، حيث تبرز موضوعات مثل الحنين للوطن، الإيمان بالحرية، والتعايش مع الألم اليومي.

## الأهمية والتأثير
يُعد الكتاب من الأعمال الأدبية التي أسهمت في نقل صورة معاناة الطفولة الفلسطينية إلى جمهور عالمي، وتمت ترجمته إلى لغات متعددة. أشادت به عدة صحف ومنظمات دولية لدوره في تعزيز الوعي بالقضية الفلسطينية من منظور إنساني وطفولي.

## الكاتبة
ابتسام بركات هي كاتبة فلسطينية أمريكية، ولدت في رام الله، وعاشت جزءًا من طفولتها في مخيمات اللاجئين. تُعرف بكتاباتها الموجهة للأطفال والشباب، والتي تسعى من خلالها إلى نقل تجارب الطفولة الفلسطينية وقيم الصمود والإبداع.